# 喜山攀蜥
喜山攀蜥（学名：Japalura kumaonensis）也称喜山龙蜥，为飛蜥科攀蜥属的爬行动物。分布于尼泊尔、印度，其标本采集自山区林间草丛中。其生存的海拔范围为2400至2400米。该物种的模式产地在尼泊尔。
其种加词“kumaonensis”意为“库马盎（Kumaon (कुमाऊं)）的”。
本种原称“喜山龙蜥”。2018年王剀等将原来广义的龙蜥属（Japalura sensu lato）拆分为四个属－ Japalura 、 Diploderma、 Cristidorsa 和 Pseudocalotes，并将 Japalura 的中文属名改为“攀蜥属”，而将“龙蜥属”指代 Diploderma。故本种更名为“喜山攀蜥”。2020年，部分中国学者建议将 Japalura 的中文名恢复为《中国动物志》中的旧称“龙蜥属”，而将 Diploderma 的中文属名改名为“攀蜥屬”。然而在王剀等主编的《中国两栖、爬行动物分类变动汇总》中未接受该建议，仍将 Japalura 称为“攀蜥属”。